# Gerrit Voorting
Gerardus Petrus Voorting, detto Gerrit (Velsen, 18 gennaio 1923 – Heemskerk, 30 gennaio 2015), è stato un ciclista su strada e pistard olandese.
Fu medaglia d'argento in linea ai Giochi olimpici 1948 a Londra, e poi professionista dal 1949 al 1961, vincendo due tappe al Tour de France.

## Carriera
Da dilettante partecipò ai Giochi olimpici di Londra 1948, aggiudicandosi la medaglia d'argento nella corsa in linea, anticipato per 3 secondi dal francese José Beyaert.
Passato professionista nel 1949, corse per l'Amefa, la Terrot, la Flino, la Peugeot, la Locomotief (per otto anni consecutivi) e la Eroba-Vredestein. In tredici stagioni da professionista ottenne una trentina di vittorie, criterium e kermesse incluse. Fu un componente fisso della Selezione olandese al Tour de France: nella corsa francese vinse due tappe individuali, nel 1953 e nel 1958, la cronometro a squadre dell'edizione 1955, e vestì la maglia gialla per quattro giorni (uno nel 1956 e tre nel 1958). Indossò per un giorno anche la maglia rosa nel Giro d'Italia 1954, che chiuse al settimo posto.
Come professionista rappresentò il suo paese in otto edizioni dei campionati del mondo, ottenendo come miglior piazzamento il quinto posto a Varese nel 1951. Si ritirò dall'attività nel 1961.
È il fratello maggiore del ciclista Adrie Voorting, professionista dal 1953 al 1960.

## Palmarès

### Strada
- 1948 (Dilettanti)

Ronde van Midden-Nederland
- 1952

6ª tappa Giro dei Paesi Bassi (Veendam > Utrecht)
- 1953

4ª tappa Tour de France (Lilla > Dieppe)
- 1954

Acht van Chaam
- 1957

7ª tappa Giro dei Paesi Bassi (L'Aia > Roosendaal)
8ª tappa Giro dei Paesi Bassi (Roosendaal > Amsterdam)
- 1958

Groote Mei Prijs Hoboken (Hoboken)
2ª tappa Giro dei Paesi Bassi (Leeuwarden > Zwolle)
2ª tappa Tour de France (Gand > Dunkerque)

#### Altri successi
- 1950[2]

Feyenoord (criterium)
- 1951[2]

Brussum (criterium)
- 1952[2]

Mechelen (criterium)
Bierbeek (criterium)
's-Hertogenbosch (criterium)
Terneuzen (criterium)
Buenos Aires (criterium)
- 1953[2]

Mechelen (criterium)
Campionati olandesi, Prova Interclubs
- 1954[2]

Maastricht (criterium)
's-Hertogenbosch (criterium)
Rotterdam (criterium)
Campionati olandesi, Prova Interclubs
- 1955[2]

Zandvoort (criterium)
Maastricht (criterium)
1ª tappa, 2ª semitappa Tour de France (Dieppe > Dieppe, cronosquadre)
- 1956[2]

Ostenda (criterium)
Kempen (criterium)
- 1957[2]

Ronde van Made (criterium)
Roosendaal (criterium)
- 1958[2]

Ninove - Prix Victor Standaert (criterium)
Grand Prix de Groesbeek (criterium)
Lummen (criterium)
- 1959[2]

Ninove - Prix Victor Standaert (criterium)
Ronde van Made (criterium)
Roosendaal (criterium)

### Pista
- 1953

Campionati olandesi, 50 km

## Piazzamenti

### Grandi Giri
- Tour de France

1950: ritirato (11ª tappa)
1951: non partito (15ª tappa)
1952: 22º
1953: 17º
1954: 17º
1955: ritirato (8ª tappa)
1956: 11º
1957: 29º
1958: 47º
1959: ritirato (14ª tappa)
- Giro d'Italia

1954: 7º
1955: 31º
1957: 24º

### Classiche monumento
- Milano-Sanremo

1953: 77º
- Parigi-Roubaix

1954: 21º
1955: 47º
1957: 32º
- Liegi-Bastogne-Liegi

1954: 20º
1958: 21º

### Competizioni mondiali
- Campionati del mondo su strada

Reims 1947 - In linea Dilettanti: 10º
Valkenburg 1948 - In linea Dilettanti: 18º
Copenaghen 1949 - In linea: ritirato
Moorslede 1950 - In linea: ritirato
Varese 1951 - In linea: 5º
Lussemburgo 1952 - In linea: 10º
Lugano 1953 - In linea: 20º
Solingen 1954 - In linea: ritirato
Copenaghen 1956 - In linea: 7º
Reims 1958 - In linea: ritirato
- Giochi olimpici

Londra 1948 - In linea: 2º
Londra 1948 - Corsa a squadre: non classificati
Londra 1948 - Inseguimento a squadre: eliminato al 2º turno